# Elizabeth Peckham
Elizabeth Maria Gifford Peckham (Milwaukee, 19 dicembre 1854 – Milwaukee, 11 febbraio 1940) è stata un'aracnologa, entomologa e naturalista statunitense.

## Biografia
Si laureò al Vassar College nel 1876, una fra le prime scienziate ad esservi riuscita. Nel 1880 sposò il collega George Peckham che diverrà suo compagno di studi per il resto della vita. Fu molto attiva nel Movimento per il voto alle donne, sia a livello locale che a livello nazionale, testimoniando di fronte a commissioni legislative su questo problema in più occasioni. Ha lavorato a Milwaukee come bibliotecaria, prima donna ad esserci riuscita.

## Ricerche
Fra i suoi meriti scientifici, condivisi in gran parte con il marito, vi è quello di aver introdotto lo studio del darwinismo nelle scuole superiori del Wisconsin. Hanno inoltre classificato e studiato il comportamento di numerosi generi di ragni salticidi
Nel 1889-1890 hanno pubblicato insieme un trattato sul comportamento sessuale della famiglia Attidae (così erano all'epoca classificati i ragni salticidi) dove, in contrapposizione alle tesi del signor Wallace sull'ornamentazione sessuale, sostenevano i concetti di selezione sessuale espressi da Darwin.
Nel 1898 un altro loro lavoro sulle vespe solitarie divenne un classico che fu a lungo adottato come libro di testo.
In qualità di ricercatori e classificatori, insieme hanno descritto 63 generi e 366 specie, per la maggior parte di ragni salticidi.

## Denominati in onore suo e del marito
- Peckhamia Simon, 1901, genere di ragni (Salticidae)
- Cicurina peckhami (Simon, 1898)
- Acragas peckhami (Chickering, 1946)
- Bellota peckhami Galiano, 1978
- Chapoda peckhami Banks, 1929
- Compsodecta peckhami Bryant, 1943
- Corythalia peckhami Petrunkevitch, 1914
- Goleta peckhami Simon, 1900
- Habrocestum peckhami Rainbow, 1899
- Habronattus peckhami (Banks, 1921)
- Hasarius peckhami Petrunkevitch, 1914
- Heliophanus peckhami Simon, 1902
- Hyllus brevitarsis peckhamorum Berland & Millot, 1941
- Myrmarachne peckhami Roewer, 1951
- Pachomius peckhamorum Galiano, 1994
- Pelegrina peckhamorum (Kaston, 1973)
- Pensacola peckhami Bryant, 1943
- Salticus peckhamae (Cockerell, 1897)
- Telamonia peckhami Thorell, 1891
- Thiodina peckhami (Bryant, 1940)
- Uroballus peckhami Zabka, 1985
- Viciria peckhamorum Lessert, 1927

## Lista parziale delle pubblicazioni
- Observations on Sexual Selection in Spiders of the Family Attidae - 1889
- Additional Observations on Sexual Selection in Spiders of the Family Attidæ, with Some Remarks on Mr. Wallace's Theory of Sexual Ornamentation - 1890
- On the Instincts and Habits of the Solitary Wasps - 1898

In onore di entrambi i coniugi è stata denominata la rivista scientifica internazionale Peckhamia, ad accesso libero, dedicata alle ricerche sulla biologia dei ragni salticidi.